# Awake (album Skillet)
Awake – ósmy album zespołu Skillet wydany w 2009 roku przez wytwórnie Ardent Records, Lava Records i Atlantic Records.

## Lista utworów
1. "Hero" – 3:08
2. "Monster" – 2:59
3. "Don't Wake Me" – 3:55
4. "Awake and Alive" – 3:31
5. "One Day Too Late" – 3:40
6. "It's Not Me It's You" – 3:24
7. "Should've When You Could've" – 3:31
8. "Believe" – 3:50
9. "Forgiven" – 3:39
10. "Sometimes" – 3:29
11. "Never Surrender" – 3:31
12. "Lucy" – 3:38

### Wydanie deluxe z nowymi utworami
1. "Dead Inside" – 2:56
2. "Would It Matter" – 4:12
3. "Monster (Radio Edit)" – 2:59

## Twórcy
- John Cooper – wokal, gitara basowa
- Korey Cooper – gitara
- Ben Kasica – gitara
- Jen Ledger – perkusja, wokal